# Вестморланд (Уједињено Краљевство)
Вестморланд некада испсивана и као Вестмореланд, још ранији називи су Вестмерланд и Вестмереланд је подручје Северозападне Енглеске и једна од 39 историјске грофовије Енглеске. Представљала је административну грофовију од 1889. до 1974, након чега је интегрисана у нову грофовију под називом Кумбрија.